# Place Yvon-et-Claire-Morandat
La place Yvon-et-Claire-Morandat est un carrefour situé dans le quartier des Ternes du 17e arrondissement de Paris. 

## Situation et accès

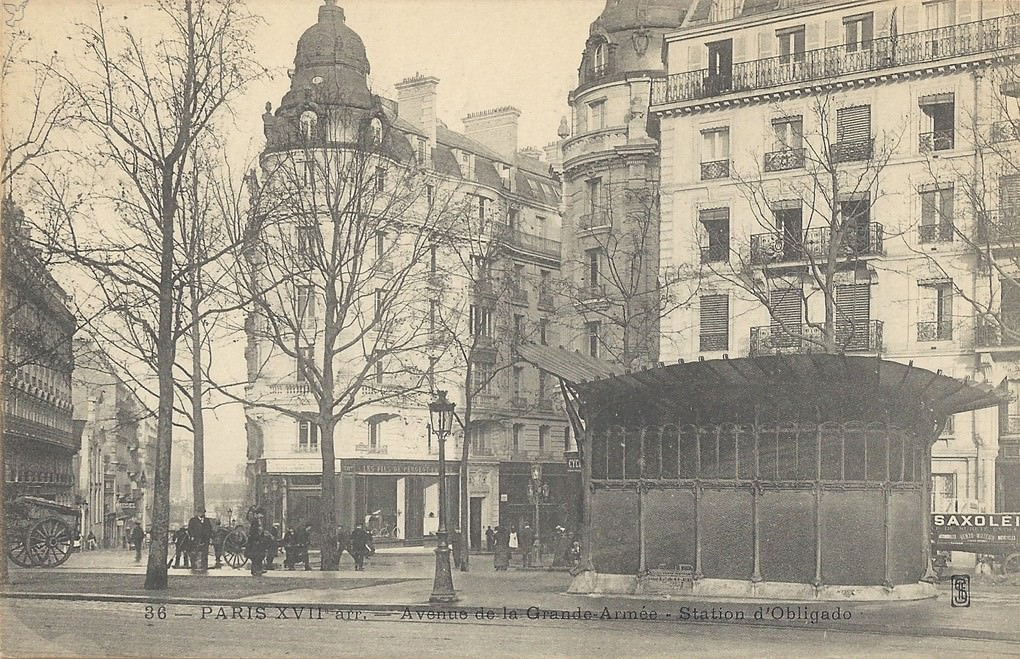
La station de métro Obligado vers 1900.

Elle est située sur l'avenue de la Grande-Armée au débouché des rues Brunel, Villaret-de-Joyeuse et des Acacias.   
Au bord de cette place se trouve l'entrée de la station de métro Argentine (anciennement Obligado). Elle se situe en face du débouché de la rue d'Argentine de l'autre côté de l'avenue de la Grande-Armée, rue située dans le 16e arrondissement et qui porta le même nom d'Obligado entre 1868 et 1948.
La place Yvon-et-Claire-Morandat est desservie par la ligne 1 à la station Argentine.

## Origine du nom

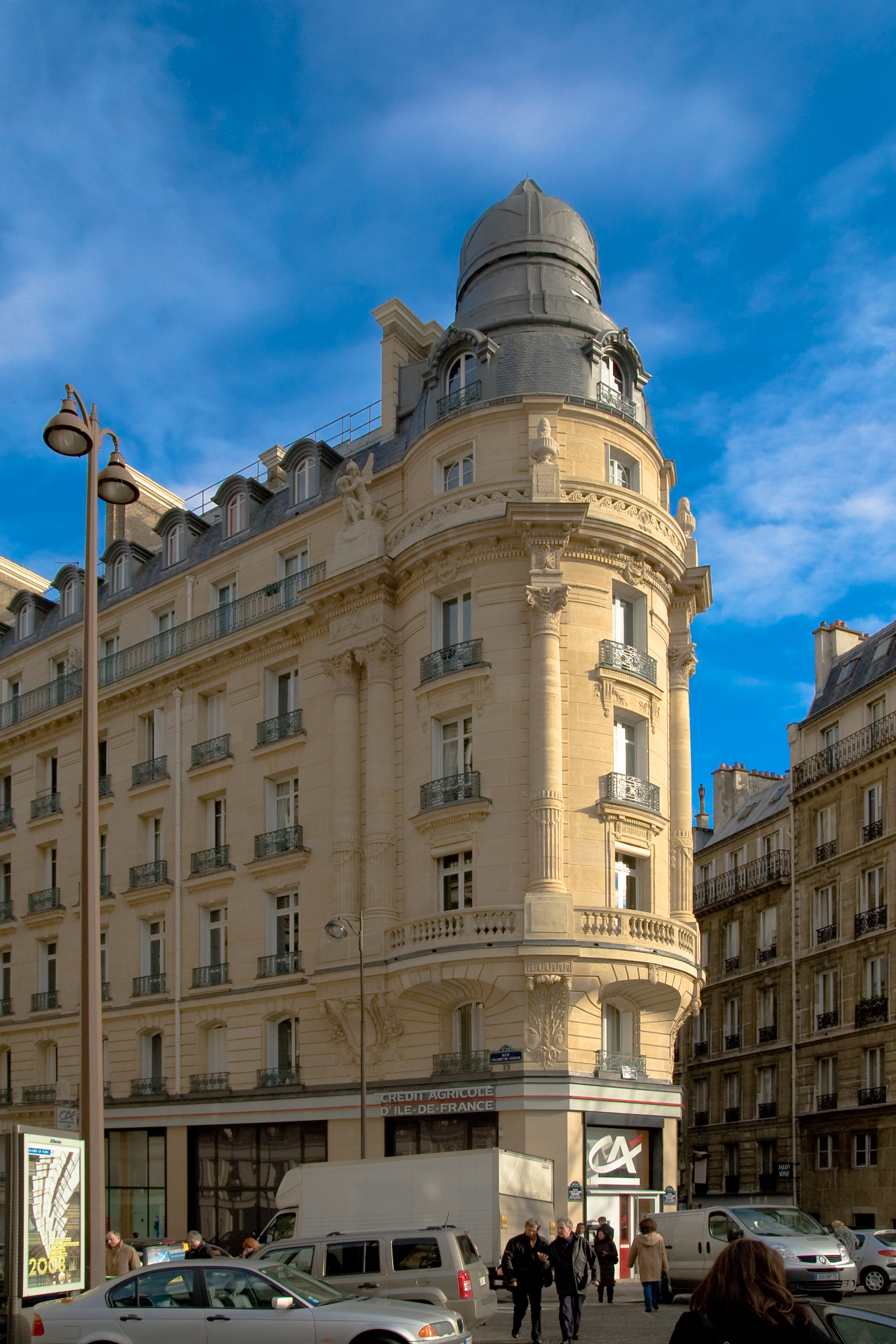
L'un des immeubles de la place.

La place porte le nom des résistants Yvon Morandat (1913-1972) et son épouse Claire (1920-1985).
Yvon et Claire Morandat étaient étroitement associés dans l'action et les combats de la Résistance et à la Libération de Paris. Le 25 août 1944, Yvon Morandat, avec sa future femme Claire, prend possession de l'hôtel Matignon au nom du Gouvernement provisoire.

## Historique
La place est créée et prend la dénomination de « place Yvon-Morandat » en 1978 sur l'emprise des voies qui la bordent, en particulier sur l'avenue de la Grande-Armée. Par arrêté municipal du 9 janvier 1987, elle prend le nom de « place Yvon-et-Claire-Morandat ».